# Молниеотвод
Молниеотво́д (устар.: громоотво́д) — устройство, устанавливаемое на зданиях и сооружениях и служащее для защиты от удара молнии.

## Принцип действия
Во время грозы на Земле появляются большие индуцированные заряды, и у поверхности Земли возникает сильное электрическое поле. Напряжённость поля особенно велика возле острых проводников, и поэтому на конце молниеотвода зажигается коронный разряд. Воздух вблизи молниеотвода в результате коронного разряда сильно ионизируется. Вследствие этого напряжённость электрического поля вблизи острия уменьшается (как и внутри любого проводника), индуцированные заряды не могут накапливаться на здании и вероятность возникновения молнии снижается. В тех же случаях, когда молния всё же возникает (такие случаи очень редки), молния исходит из молниеотвода, не причиняя разрушений.

## Устройство
Состоит из трёх связанных между собой частей:
- Молниеприёмник — служит для приёма разряда молнии и располагается в зоне возможного контакта с каналом молнии. В зависимости от защищаемого объекта может представлять собой металлический штырь, сеть из проводящего материала или металлический трос, натянутый над защищаемым объектом.
- Заземляющий проводник или токоотвод — проводник, служащий для отвода заряда от молниеприёмника к заземлителю. Обычно представляет собой провод достаточно большого сечения.
- Заземлитель — проводник или несколько соединённых между собой проводников, находящихся в соприкосновении с грунтом. Обычно представляет собой металлическую плиту, заглублённую в грунт. Это сделано для лучшего рассеивания электричества.

Элементы молниеотвода соединяются между собой и закрепляются на несущей конструкции. Поскольку вероятность поражения наземного объекта молнией растёт по мере увеличения его высоты, молниеприёмник располагается на возможно большей высоте либо прямо на защищаемом объекте, либо как отдельное сооружение рядом с объектом.
Радиус защитного действия молниеотвода определяется его высотой и приближённо рассчитывается по формуле
R = 1,732 h,
где h — высота от самой высокой точки дома до пика молниеотвода.
Увеличить радиус действия молниеотвода без увеличения высоты можно, если разместить на его острие источник гамма-излучения, который будет ионизировать воздух. С увеличением мощности источника увеличивается радиус действия молниеотвода, который таким образом можно увеличить до 100 и более метров.
Иногда молниеотвод встраивается в декоративные элементы здания или сооружения (флюгеры, навершия колонн и т. д.).

## История
Считается, что молниеотвод был изобретён Бенджамином Франклином в 1752 году, хотя есть свидетельства о существовании конструкций с молниеотводами и до этой даты (например, высокие мачты, обитые медью у храмов в Древнем Египте, подобные сооружения у храма царя Соломона в Иерусалиме, Невьянская башня, бумажные змеи Жака Рома).
В России первые громоотводы были созданы М. В. Ломоносовым и Г. В. Рихманом в 1753 году.
Описание первого способа защиты от молний появляется в ежегоднике «Альманах Бедного Ричарда». «Способ этот таков, — писал Франклин. — Возьмите тонкий железный стержень (каким, например, пользуются гвоздильщики) длиною достаточною для того, чтобы три-четыре фута [около 1 м] одного конца опустить во влажную землю, а шесть-семь [около 2 м] другого поднять над самой высокою частью здания. К верхнему концу стержня прикрепите медную проволоку длиной в фут [30 см] и толщиной с вязальную спицу, заострённую как игла. Стержень можно прикрепить к стене дома бечёвкой (шнуром). На высоком доме или амбаре можно поставить два стержня, по одному на каждом конце, и соединить их протянутой под коньками крыши проволокой. Дому, защищённому таким устройством, молния не страшна, так как остриё будет притягивать её к себе и отводить по металлическому стержню в землю, и она уже никому не причинит вреда. Точно так же и суда, на верхушке мачты которых будет прикреплено остриё с проволокой, спускающейся вниз на палубу, а затем по одному из вантов и обшивке в воду, будут предохранены от молнии».

## Природные молниеотводы
Лиана в кроне тропических деревьев при попадании молнии отводит электрический ток в землю и сгорает при этом, но защищает дерево подобно молниеотводу.